# مهرجان روافد
تنظم وزارة الثقافة المغربية، بتعاون مع مؤسسة الحسن الثاني للمغاربة القاطنين بالخارج صيف كل سنة «مهرجان روافد» بفضاءات مدينة الدار البيضاء.
تهدف هذه التظاهرة إلى تكريم كل المبدعين المغاربة الذين تألقوا بأرض المهجر وتركوا بصمات واضحة وأصداء قوية في مجالات الغناء والرقص والمسرح والسينما والشعر والفنون التشكيلية وغيرها من الفنون والآداب، كما يعتبر مهرجان روافد جسرا عاطفيا يربط هؤلاء المبدعين بوطنهم المغرب، وما مشاركتهم في هذه التظاهرة إلا صورة واضحة من صور التعبير عن الانتماء والارتباط بالوطن، كما تسمح للجمهور المغربي اللقاء بهؤلاء المبدعين واكتشاف جديد إبداعاتهم.
بالإضافة إلى الاحتفاء بالمبدعين المغاربة بالخارج، فقد خصص المهرجان حيزا للاحتفاء بمبدعي المهجر بصفة عامة من خلال استضافة بعض الفعاليات الفنية التي ترعرعت وتألقت في بلاد المهجر بعيدا عن وكر الوطن، وذلك من أجل توسيع أفق التواصل والحوار.